# HAZE (ドラマー)
HAZE/大宮洋介（ハゼ/オオミヤヨウスケ) は、ドラマー、ドラムテック、作曲家。作詞家、サウンドプロデューサー。株式会社ゼンシグの代表取締役。HAZE Recording Studio運営者。
DVD付教則本『1から10まで教えるドラム・トータル・マスター・ブック』(※シンコーミュージック）の著者。
ドラムメーカー『カノウプス（CANOPUS）』『Innovative Percussion』エンドーサー。

## 略歴
8歳からピアノを始める。中学3年生の時に学園祭のライブに出るためドラムを始める。
17歳からRCCドラムスクールに通う。
高校卒業後は専門学校東京スクールオブミュージック（TSM、旧TCA） Drums&Percussion科入学。
PICK２HAND結成。
2000年専門学校を卒業後PICK２HAND（P2H）でデビュー。この頃からドラマーとしてアーティストサポート活動も始める。PICK２HANDではSINGLE2枚、MINI ALBUM3枚、ALBUM1枚、BEST ALBUM1枚リリース。2005年10月6日解散。
2006年BRIT BANQUET結成。ALBUM『MAGIC IN OUR LIFE 』リリース。2008年解散。
以降はドラムサポートをメインとして、ドラムテック、講師業（国立音楽院、レッスン等）など幅広く活動。
2011年1月1日ソロプロジェクト『UNUS』活動開始。
2012年ドラマー11人が在籍するバンド『DQS』に加入。
2013年4月25日　DVD付教則本『1から10まで教えるドラム・トータル・マスター・ブック』(※シンコーミュージック）発売。
2013年12月 ドラムレコーディングを主にしたスタジオ「HAZE Recording Studio」スタート。レコーディングエンジニアとしても活動を始める。
2020年11月2日「HAZE Recording Studio」を株式会社ゼンシグ（THENCIG inc.)に法人化。
2022年5月2日3ピースロックバンド「VIVACE」活動開始。

## レコーディングやライブで参加したアーティスト
（Live, Rec,Percussion, MusicVideo, Tv）
- Angelo Christopher Moore (Fishbone) ※ live,rec
- ASCA　※rec
- Coda (Coda Piano Trio)※ live
- cali≠gari ※ live,rec
- cruelshe(亜矢) ※ live
- CANCION ※ rec,live
- DEEN ※ rec
- SWANKY DANK ※ live,rec
- fox loco phantom ※ live
- Over The Dogs ※ live
- Hi-Fi CAMP ※ live
- Rake ※ tv
- red balloon ※ live.rec
- Rei ※ live,rec
- Rihwa ※rec
- Rei Mastrogiovanni ※ live,rec
- Ryoko ※live,rec
- Swinging Popsicle　※rec
- STRAY PIG VANGUARD ※ live
- je m’appelle ※ live,rec
- buzzG feat. 夏代孝明 ※ live
- logeq ※ live
- Iivu ※ live,rec
- Beat God ※rec
- EX-ANS ※ rec,live
- elly（SPEED) ※ live
- edda ※ Per rec
- eN ※ rec,live
- nesheep ※ live
- SeanNorth ※ live
- Rita ※ rec
- Milky Pop Generation ※ live
- HR ※ rec
- home ※ rec
- VALSHE ※ rec
- 2forPLANET ※ rec
- ROCK’N JAM MUSICAL ※ live
- ZEPPET STORE ※ live
- 藍坊主　※ live,rec,mv
- 藍璃かんな(Airi Kanna)
- 朝倉さや ※ rec
- 安達勇人 ※ rec
- 伊東歌詞太郎 ※ rec
- 上野優華 ※ rec
- 扇田裕太郎 ※ rec
- 空想委員会 ※live
- 白猫プロジェクト ※live,rec
- 森口博子 ※ rec
- 遊助 ※ rec
- 未来古代楽団 ※live,rec
- 囁揺的音楽集団AsMR ※live,rec
- すーぱーそに子 (第一宇宙速度） ※ rec
- グリムノーツ ※ Per rec
- グリムノーツ The Animation ※ Per rec
- ステファニー ※ rec
- ヲタみん ※ rec
- あさまっく ※rec
- ふなきこと ※live
- すぷらっしゅレボリューション ※ rec
- パク　ジュニョン ※ live
- ピンクリボン軍 ※ rec
- 小田和奏 ※live,rec
- 希島あいり ※ rec
- 鈴木愛奈 ※ rec
- 成山俊太郎 ※ rec
- 小松準弥 ※ rec
- 森本ケンタ ※live,rec
- 湯浅美千歌 ※ rec
- 幕末Rock ※ live
- 遠藤ゆりか ※ live
- 長澤知之 ※ live,mv
- 砂守岳央（未来古代楽団) ※ rec
- 相川七瀬 ※ live
- 伊藤桃 ※ live
- 金木和也 ※ live
- 光永亮太 ※ live
- 永山たかし※ live
- 近藤薫 ※ rec
- 白石涼子 ※ rec
- 藤田麻衣子 ※ rec
- 鵜島仁文 ※ live
- 山根公路（DEEN） ※ rec
- 田川伸治 （DEEN） ※ rec
- BLEACH ※ rec
- 永遠のアセリア ※ rec
- 悠々のユーフォリア ※ rec
- 星織ユメミライ ※ rec
- みにくいモジカの子 ※rec
- Summer Pockets ※rec
- 素顔の少年 ※ live
- 銀色、遥か ※ rec
- 魔法少女オーバーエイジ ※ rec
- マジ音フェス ※live
- ディアホライゾン ※ rec
- デルフィニア戦記コンサート ※ live

etc.
■Band
・VIVACE
・近藤智洋＆ザ バンディッツ リベレーション
・PICK2HAND【P2H】（解散）
・BRIT BANQUET（解散）
・DQS（活動停止中）
・UnFinished Monster Machine（活動停止中）

## ドラム調律（ドラムテック）で参加したアーティスト
Recording drum tech
- MOSHIMO

- Official髭男dism

- ASIAN KUNG-FU GENERATION

- THURSDAY’S YOUTH
- SHO-SENSEI!!
- irienchy

- RED in BLUE

- D.W.ニコルズ

- 空想委員会

- Suck a Stew Dry

- OverTheDogs

- THE WASTED
- ravenknee
- ezo

- EG
- 粗品

- 黒木渚

- 相川七瀬

- 指先ノハク
- シンガーズハイ
- パーカーズ

- シナリオアート
- ヒトリヨブランコ

- セプテンバーミー　
LIVE drum tech
  - FTISLAND
  - CNBLUE
  - Suck a Stew Dry
  - 空想委員会
  - 初音ミク
  - ズボンドズボン

etc.

## 作品
DVD付教則本　『1から10まで教えるドラム* トータル* マスター* ブック』